# Шапп, Жан д’Отрош
Жан Шапп д’Отрош (фр. Jean Chappe d'Auteroche, 2 марта 1722, Мориак, Овернь, Франция — 1 августа 1769, Сан-Хосе-дель-Кабо, Мексика, Новая Испания) — французский астроном и путешественник.

## Биография
Жан Шапп д’Отрош родился 2 марта 1722 года в Мориаке в знатной семье. Первый этап его жизни был посвящён религии, и лишь позднее он увлёкся астрономией. Помимо духовного сана он получил звание члена Академии наук (назначен «адъюнкт-астрономом»). Аббат получил разностороннее образование, имел не только философские, но и широкие естественно-научные и технические познания.
В 1761 году Шапп прибыл по поручению Парижской академии наук в Россию, для наблюдения в Тобольске прохождения Венеры через диск Солнца. Особый интерес русских и иностранных астрономов к этому явлению, имевшему место 26 мая (6 июня) 1761 года, был связан с новым методом определения солнечного параллакса (расстояния от Земли до Солнца), предложенным в 1716 году астрономом Э. Галлеем.
В 1769 году Шапп предпринял для той же научной цели (наблюдение прохождения Венеры по диску Солнца) путешествие в Нижнюю Калифорнию, где и скончался 1 августа. 
Его сочинение «Voyage en Californie» было издано Кассини в 1772 году
В честь Шаппа назван кратер на Луне (фр. Chappe (cratère)).

## Работы

### Знаковое произведение автора

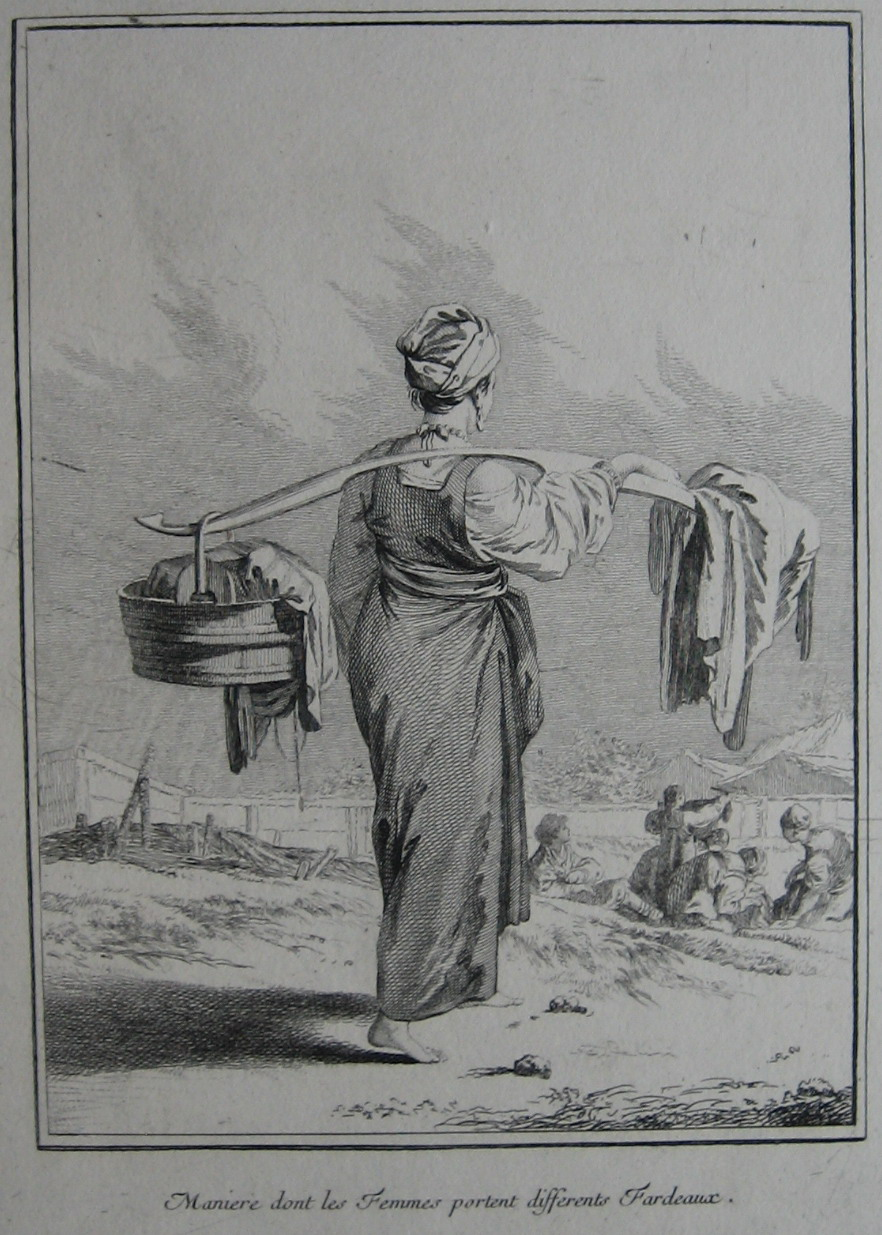
Изображение русской крестьянки из первого издания книги. Автор — Жан-Батист Лепренс

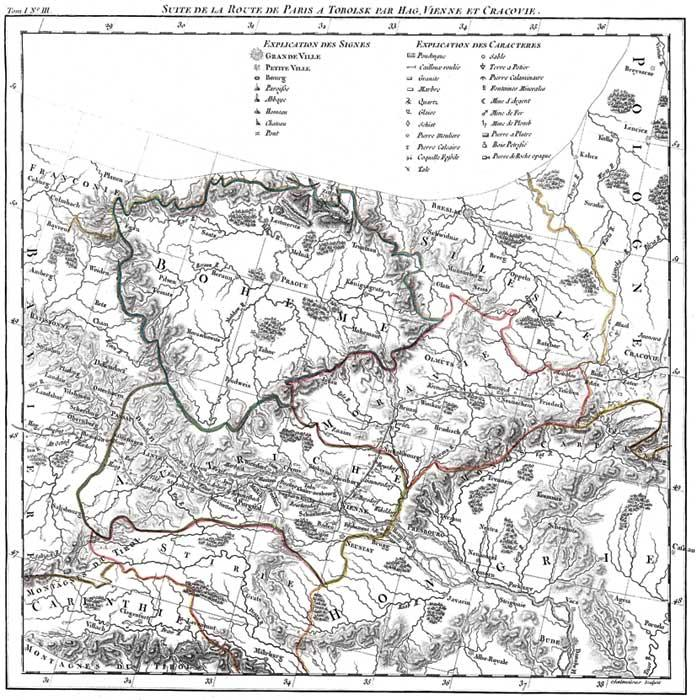
Лист атласа к «Путешествию в Сибирь».

После возвращения на родину аббат 6 лет писал произведение, которое вышло в свет в 1768 году: «Путешествие в Сибирь по приказу короля в 1761 г.; содержащее отчёт об обычаях и традициях русских, состоянии государственных дел этой державы; географическое описание и нивелирование дороги от Парижа до Тобольска, астрономические наблюдения и опыты с природным электричеством». В процессе её написания Шапп д’Отрош обрабатывал путевые дневники, дополнял уже имеющуюся информацию, сверял свои наблюдения с другими источниками, составлял статистические таблицы. Издание получилось объёмным и содержательным, состоящим из двух томов, где первый разделён на две части, а во втором даётся перевод на французском сочинения С. П. Крашенинникова «Описание земли Камчатки…».
Шапп д’Отрош побывал (не считая мелких населённых пунктов и деревень) в Риге, Петербурге, Твери, Клину, Москве, Нижнем Новгороде, Казани, Козмодемьянске, Вятке, Соликамске, Верхотурье, Екатеринбурге, Тюмени.
В Тобольске Шапп находился с 10 апреля по 28 августа 1761 года. Аббат не знал русского языка, поэтому встречаются неточности в географических названиях и фамилиях (Пушкин — Pouskin, Арцыбашев — Artibacher, Ермак Тимофеевич — Termak Timofeiwitz, Хан Кучум — Kan Zutchuin; церковь Преображения — Probrasenia, церковь Параскевы Пятницы — Patnis Proscovica и т. д.).
В своей книге он описал крестьянскую одежду и избы, сани и бани, праздники и богослужения, застолья и посты, нравы и обычаи, приметы и суеверия, наказания дыбой и кнутом. Труд изобилует рассуждениями о климате России, её истории, флоре и фауне, образовании, науке и искусствах, православии и церкви, армии и флоте, торговле, системе правосудия, роли женщины в обществе, язычестве и т. п. Описания сопровождаются великолепными гравюрами, выполненными Лепренсом. Подробная, насыщенная неизвестными европейскому читателю фактами, книга имела во Франции огромный успех. В течение нескольких лет появились переводы и на другие европейские языки, например на английский (1770) и голландский (1771).

### Судьба книги
Именно Шапп д’Отрош стал первооткрывателем нового литературного жанра — путевых заметок, который в XIX веке будет пользоваться невероятной популярностью. Однако, несмотря на шумный успех, книга аббата была встречена во Франции неоднозначно. Философы и, прежде всего, члены Академии наук, разошлись во мнениях. Антирусская направленность и враждебность вызвали раздражение таких деятелей французского Просвещения, как Дидро и Гримм.
В России на книгу Шапп д’Отроша была опубликована обстоятельная критика. Так М. В. Ломоносов, ещё за четыре года до публикации «Путешествия в Сибирь», называл аббата «недоброхотом России», как бы предвосхищая содержание. В книге Шаппа неоднократно подчёркивается отсталость России, превосходство Европы, несправедливые осуждения русского народного характера, нравов, критика государственного строя.
Болезненнее всех отреагировала на публикацию «Путешествия в Сибирь» императрица Екатерина II. В 1768 году, когда «Путешествие в Сибирь» было опубликовано, Екатерина уже шесть лет как была на троне и она сделала резонный вывод: книга будет расценена как сочинение о современной России. Екатерине казалось, что все усилия, годами прилагавшиеся ею для того, чтобы завоевать уважение философов, переманить их не только на свою сторону, но и на сторону России, её усилия по укреплению позиций Российского государства в Европе и стремление реформировать страну в согласии с философией Просвещения, были перечёркнуты д’Отрошем. Ведь на страницах «Путешествия» Россия была представлена варварской страной, не заслуживающей права участвовать в жизни Европы, а также подчёркивалась неспособность русских занять какое-то место в европейском цивилизованном мире.
С таким положением вещей Екатерина смириться не могла. В 1770 году в Амстердаме (по другим сведениям, в Петербурге) вышла объёмистая, состоящая из двух частей, книга под названием «Антидот» («Противоядие»), имевшая подзаголовок «Разбор дурной, но великолепно напечатанной книги под заглавием „Путешествие в Сибирь по приказу короля в 1761…“». Книга вышла без имени сочинителя, но её авторство сразу было приписано Екатерине II (Сабатье де Кабр); по другой информации, соавтором императрицы была княгиня Дашкова. В «Антидоте» шаг за шагом опровергаются слова Шаппа.

## Перевод на русский язык
Возможно, из-за не слишком благосклонного отношения к России и отрицательного отношения императрицы, книга «Путешествие в Сибирь» в России никогда не издавалась и на русский язык переведена не была. Только в 2005 году вышел русский перевод Э. Каррер д’Анкос «Императрица и аббат», состоящий из облегчённой версии первой части «Путешествия», непосредственно относящейся к России, и полной версии «Антидота».

### Наличие в фондах
В июле 2005 года уникальное издание было передано отделу редкой книги Государственной публичной научно-технической Библиотеки Сибирского отделения Российской Академии наук (ГПНТБ). Ранее в мае 2004 г. это произведение было представлено в выставочном комплексе «Сибирская ярмарка» в день открытия выставки «Книги Сибири — 2004» в Новосибирске. По словам С. Савченко, книга, скорее всего, попала в Новосибирск в 1934 г. — когда после смерти Кирова из Ленинграда в Новосибирск были высланы многие потомки дворянских фамилий, или в период эвакуации ленинградцев в Сибирь во время войны.
В российских библиотеках находится несколько экземпляров этого редкого издания, различающихся полнотой и сохранностью — в Российской национальной библиотеке, Научной библиотеке Эрмитажа в Санкт-Петербурге, а также в библиотеке УрГУ, переданные Луначарским из Царскосельского лицея, а также в Центре редкой книги Всероссийской государственной библиотеки иностранной литературы им. М.И. Рудомино.
Книга оцифрована проектом Google Books.

### Переиздание
Шапп д’Отрош Ж. Атлас к путешествию в Сибирь = Chappe d’Auteroche Jean. Atlas au Voyage en Siberie, fait par ordre du Roi en 1761. — Факсимильное издание 1769 г. — СПб.: Альфарет, 2008.